# حوجن
حوجن هي رواية فانتازيا من تأليف الكاتب والمخرج السعودي إبراهيم عباس، وهي أول رواية للكاتب، نشرت لأول مرة في عام 2013، وترجمت إلى اللغة الإنجليزية والإسبانية، وفي ذات الوقت واجهت الرواية العديد من الانتقادات من قبل بعض النقاد. «أعلنت شركة إيمج نيشن أبوظبي أنها ستحول رواية حوجن إلى عملين سينمائي ودرامي».

## أحداث الرواية
تحكي القصة عن علاقة حب نشأت بين شاب من عالم الجان يدعى "حوجن بن ميجال الفيجي" وهو بطل الرواية الذي يعيش مع والدته، يتميز بوسامته بين عالم الجن وينتمي إلى عائلة محترم، درس الطب وحصل على درجات متفوقة، وهو حلم لكل فتاة جنية في عالمه، أحب حوجن فتاة عشرينية من عالم الإنس تدعى "سوسن" وهي ابنة الدكتور عبد الرحيم الذي يعمل بنفس الجامعة، وهي فتاة متفوقة في جامعتها وبشوشة الوجه، تواجه الكثير من الضغوطات النفسية والمشاكل في حياتها ورغم ذلك الابتسامة لم تفارق شفتيها، وهذا ما أثار إعجاب الجني حوجن لها مما جعله مفتونا به لدرجة أنه استخدم لعبة الويجا التي لعبتها سوسن مع صديقاتها حتى يوصل مشاعره إليها.
تتعرض سوسن لوعكة صحية أدخلتها إلى العناية المركزة، مما شكل خطورة على حياتها وذلك بسبب حوجن إلا أنه بكل ما يكن لها من مشاعر للحب ضحى بكل ما يملك لإنقاذ حياة محبوبته، وفي آخر الرواية يتفاجأ القارئ بنهاية مفائجة لم يكن يتخيلها.

## أسلوب الكاتب
رواية حوجن، هي رواية من نوع أدب الفانتازيا، تدور أحداثها في فلك عالم الجن وغيبياته بأسلوب مبسط يشد القارئ لها، حرص إبراهيم عباس على كتابتها باللغة العربية الفصحى يتخللها بعضا من العبارات الحجازية البسيطة التي تلفت نظر القارئ لها.
الرواية نالت إقبالا بسبب فكرة الرواية والأحداث الخيالية الغريبة، حيث يأخذنا إلى عالم الجن المليء بالأسرار والخبايا التي لا نعرفها، ولتميز الكاتب في سرد الأحداث بطريقة سهلة ومبسطة.
أراد الكاتب في الرواية أن يظهر مدى تحكم العادات والتقاليد في حياة الناس والمجتمعات من خلال شخصية حوجن، الذي كان دائما ما ينتقد هذه العادات الغير محببة.

## انتقادات
أثارت الرواية ضجة كبيرة لتناولها عن عالم الجن، وعارضها الكثير من النقاد، وهاجمها البعض بأن فيها شرك بالله، وفي البداية طالبت هيئة الأمر بالمعروف والنهي عن المنكر بمنعها من الأسواق إلا أنها عادت عن قرارها، وقد اتهم البعض الرواية بأنه تروج لعبادة الشيطان، إلا أن الكاتب رد على هذه الانتقادات بأن الرواية على العكس تماما مما يقال عنها، فهي تحارب السحر والشعوذة ويظهر هذا في سطور الرواية، كما شدد الكاتب على ضرورة قراءة الرواية كاملة قبل التعرض لنقدها.